# アレクサンドル・マブー

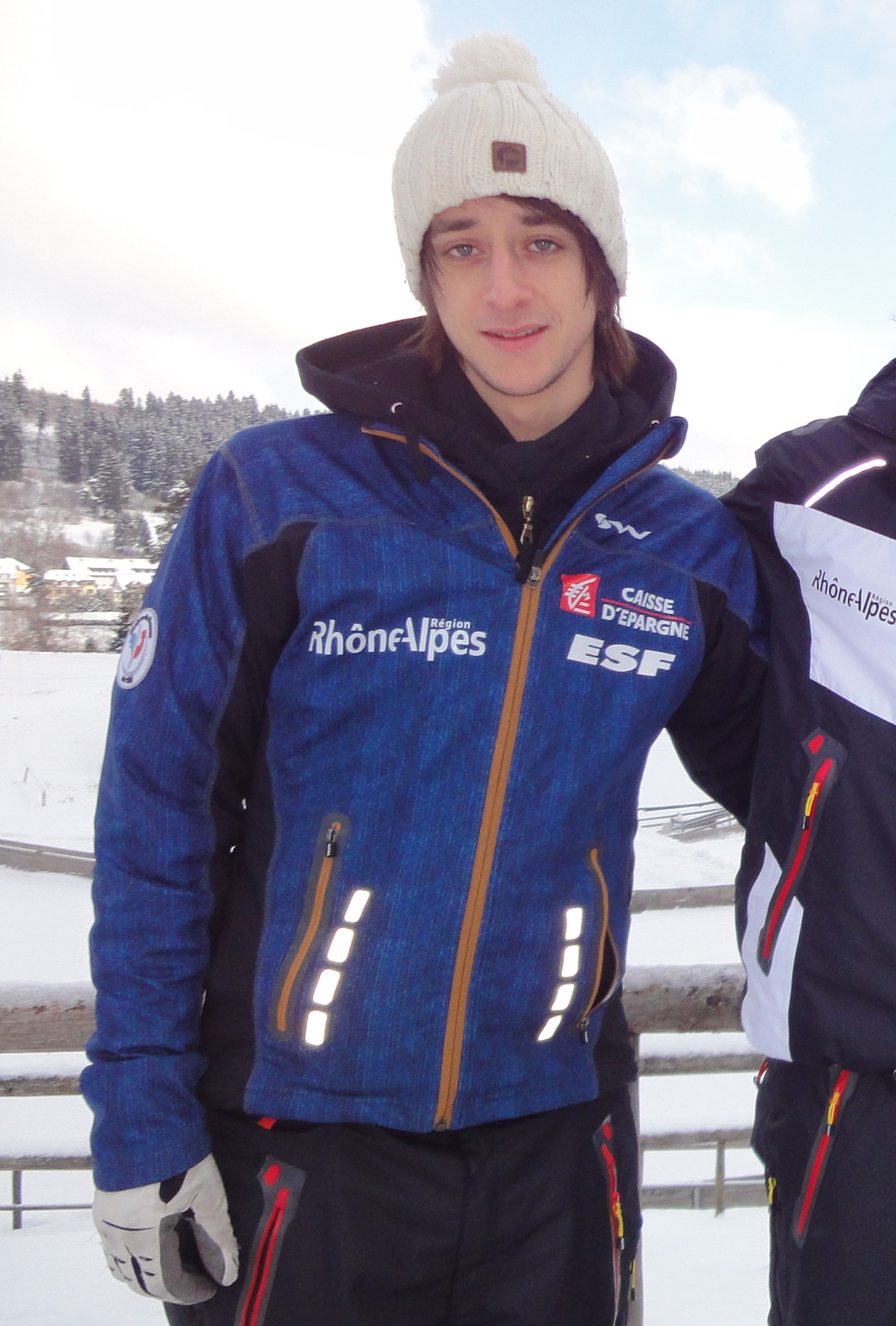
Alexandre Mabboux.

アレクサンドル・マブー（Alexandre Mabboux、1991年9月19日 - ）は、フランス出身のスキージャンプ選手。2009年ノルディックスキー世界選手権ではチームラージヒル8位、個人ノーマルヒル42位となった。18歳で出場した2010年バンクーバーオリンピックのチームラージヒルで9位に、個人ラージヒルで48位、個人ノーマルヒルで50位になっている。
ワールドカップでの最高成績は2010年2月7日にドイツ、ヴィリンゲンで行われたチームラージヒルの7位である。